# Seattle Supersonics

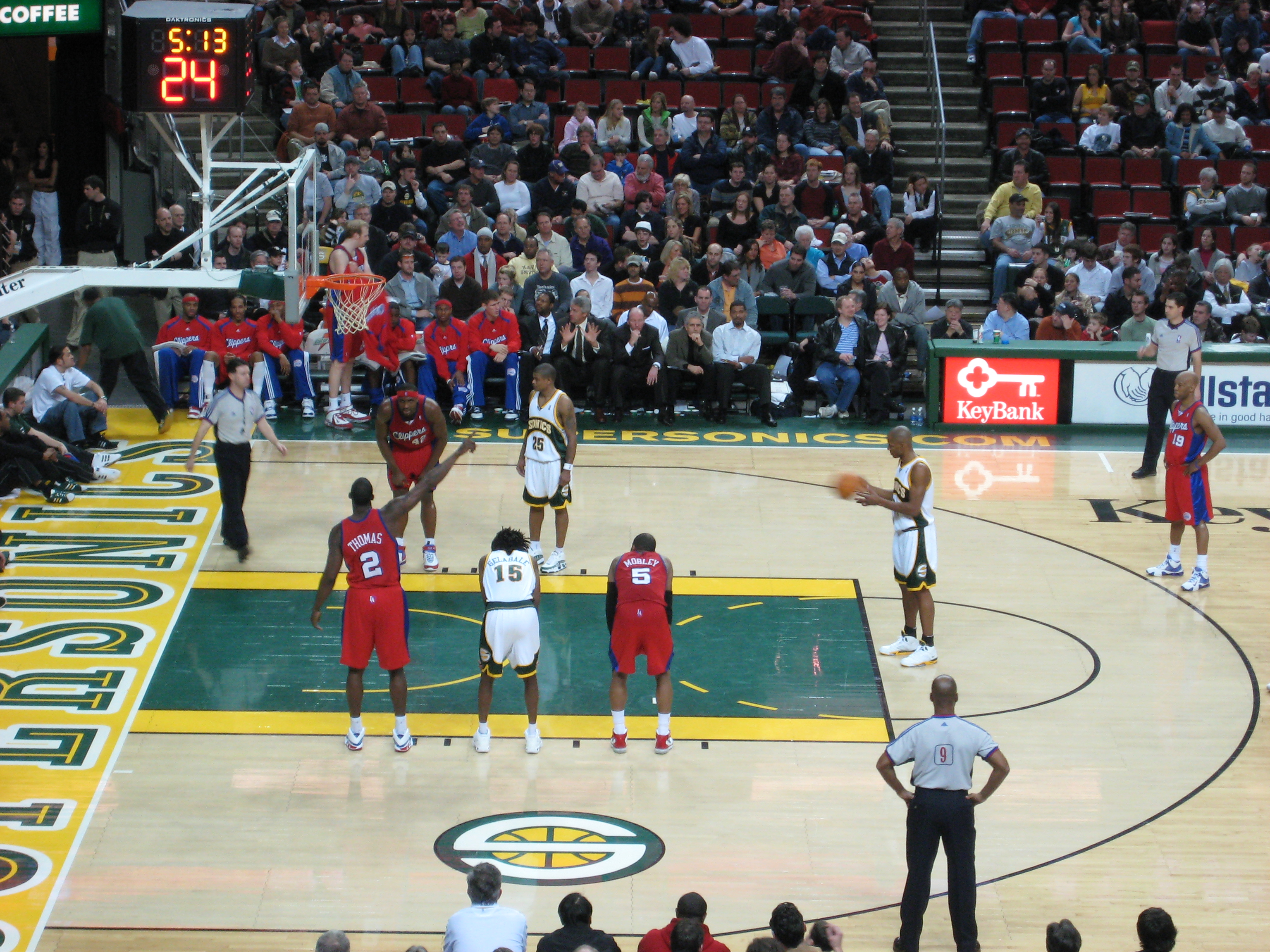
Seattle Supersonics 2007

Seattle Supersonics var ett basketlag i NBA från Seattle. Laget bildades 1967, har vunnit ett NBA-mästerskap (1979) men flyttades inför säsongen 2008/2009 till Oklahoma City och blev Oklahoma City Thunder.
Seattle Supersonics spelade under de sista säsongerna i Northwest Division tillsammans med lagen Utah Jazz, Denver Nuggets, Minnesota Timberwolves och Portland Trail Blazers.

## Historia

### 2000-talet
Säsongen 2004/2005 gick Seattle till slutspelet och var riktigt nära att slå ut de blivande mästarna San Antonio Spurs i kvartsfinalerna. De viktiga Seattlespelarna Rashard Lewis och Vladimir Radmanović hade dessvärre skadat sig under serien och var otillgängliga och detta försvagade laget. Laget vann denna säsong 52 matcher och förlorade 30, och blev bemött med förvåning och uppmärksamhet, det blev helt enkelt en succé.
I slutet av säsongen 2006/2007 tradade laget bort sin All-Star-spelare, superstjärnan Ray Allen. Efter säsongen lämnade även Rashard Lewis laget. Allen tradades bort till Boston Celtics för Jeff Green, Wally Sczerbiak, Delonte West och en framtida draft-pick. Lewis lämnade Seattle frivilligt under off-säsongen som en free-agent. Efter detta började laget byggas om på nytt. Laget valde att bygga laget runt den unga supertalangen Kevin Durant, som 2007 blev draftad 2:a i NBA-draften efter Greg Oden och att satsa på andra unga talanger, såsom Jeff Green. Laget kom sist i Northwest Division denna säsong, men Kevin Durant och Jeff Green blev uttagna till säsongens NBA All-Rookie Team. Kevin Durant snittade totalt 20,3 poäng per match under sin debutsäsong. Säsongen därefter, Seattle Supersonics sista, ökade han poängsnittet till 25,3 poäng per match.

#### Flytt till Oklahoma City
Efter säsongen 2006/2007 ville ägargruppen, ledd av Clay Bennett från Oklahoma, flytta laget till Bennetts hemstat. Skälet som angavs var att hemmaarenan Keyarena, som byggdes 1962 under namnet Seattle Center Coliseum, inte ansågs hålla måttet. Kontroverser utspelade sig rörande flytten och ledde till att frågan togs upp i domstol. En grupp vid namn Save Our Sonics (SOS) bildades av fans för att behålla laget i staden, men det hjälpte inte. Det hela gjordes upp i godo, ägargruppen betalade en summa pengar till staden Seattle samt kom överens om ytterligare en summa om inte ett nytt NBA-lag funnit staden inom fem år. I överenskommelsen ingick även att staden Seattle fick behålla namnet Sonics, lagets färger och dess historia. 2 november 2007 gjordes planerna om flytten offentliga.
Det nya laget, Oklahoma City Thunder, spelade sin första säsong i NBA 2008/2009.

## Meriter
- NBA-mästare: 1 (1979)